# Gongen

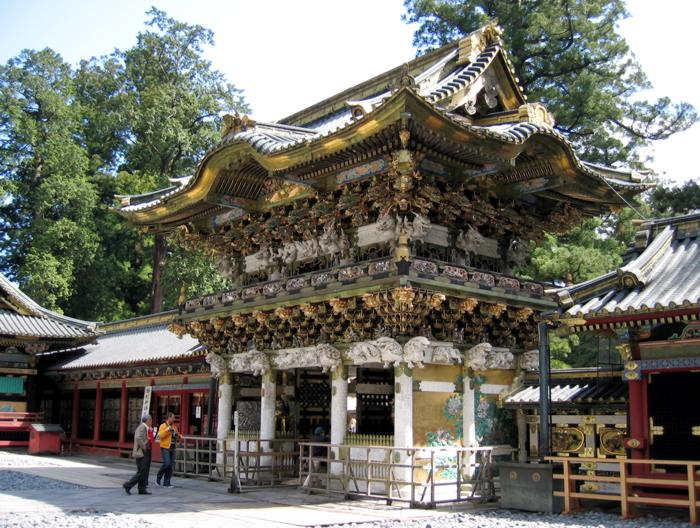
Il Nikko Tōshō-gū è consacrato al Tokugawa Ieyasu sotto il nome postumo di Tōshō Daigongen

Un  (権現?, gongen), letteralmente "incarnazione", si credeva fosse la manifestazione di un buddha nella forma di un kami indigeno, un'entità venuta per guidare il popolo alla salvezza durante l'era dello shinbutsu-shugo nel Giappone premoderno. Il termine  (権化?, gonge) e  (化現?, kegen) sono sinonimi di gongen.  (権現信仰?, Gongen shinkō) è il termine per chi crede nell'esistenza del gongen.
Il concetto di gongen è la pietra angolare della teoria dello honji suijaku, secondo la quale le divinità buddiste appaiono ai giapponesi come kami nativi per salvarli, esso si basa sul buddismo Mahayana nella nozione di upaya, "mezzi espedienti".

## Storia

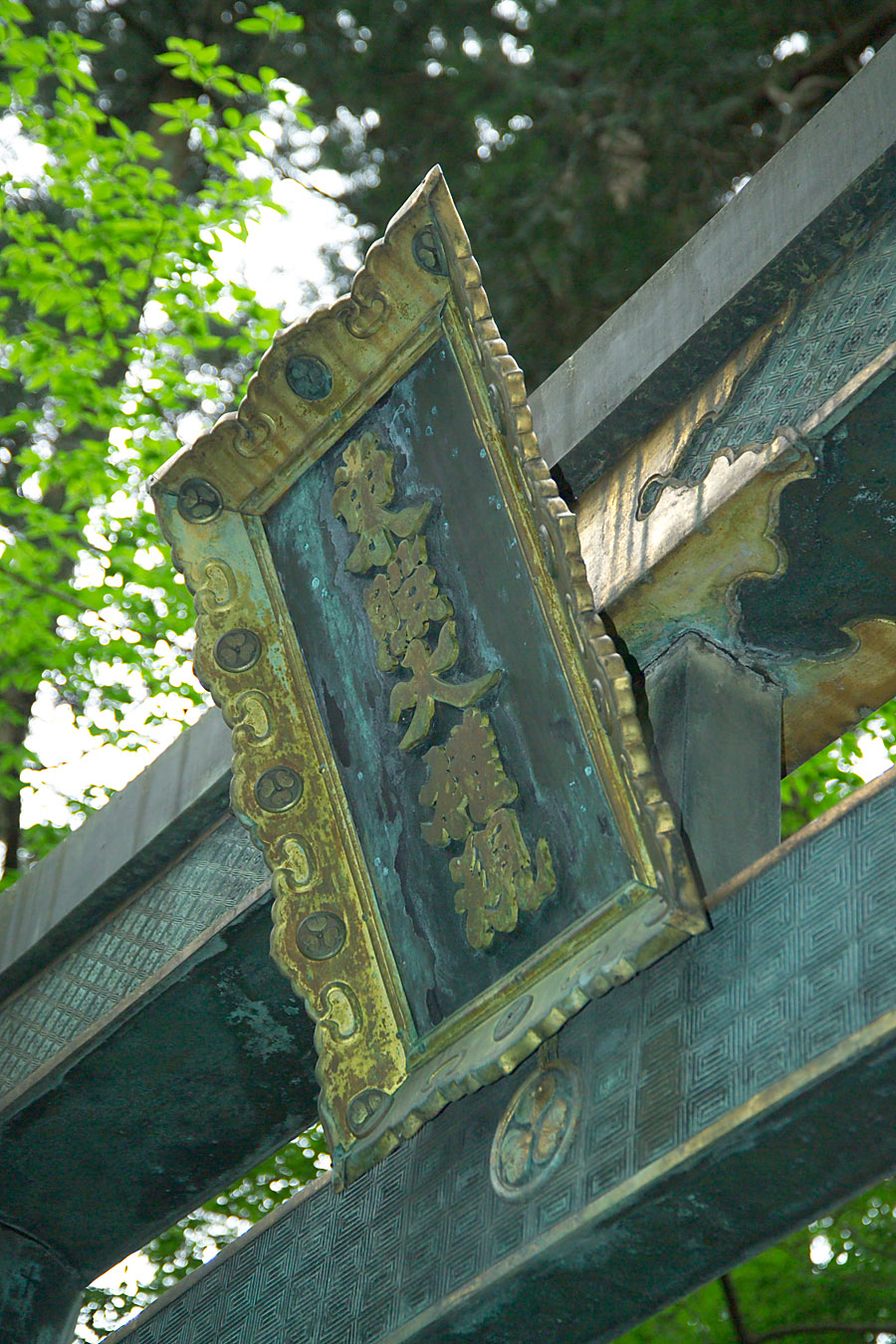
Tavola su torii del Nikko Tōshō-gū su cui è scritto "Tōshō Daigongen" (calligrafia dell'imperatore Go-Mizunoo)

A volte si presume che la parola gongen derivi dal nome postumo di Tokugawa Ieyasu (Tōshō Daigongen). Tuttavia, il termine fu creato e iniziato ad essere utilizzato nel mezzo del periodo Heian nel tentativo di armonizzare il buddismo e la pratica religiosa indigena in quello che viene chiamato shinbutsu-shūgō o "sincretismo di kami e buddha".. A quel tempo, l'ipotesi che i kami e i buddha giapponesi fossero sostanzialmente gli stessi si è evoluta in una teoria chiamata honji suijaku (本地垂迹?), che sosteneva che i kami nativi fossero manifestazioni o avatar di buddha, bodhisattva e altre divinità buddiste. La teoria si è gradualmente diffusa in tutto il paese e il concetto di gongen, una doppia entità composta da un buddha e un kami, si è evoluto.
Sotto l'influenza del Buddismo Tendai e dello Shugendō, il concetto di gongen è stato adattato alle credenze religiose legate al Monte Iwaki, un vulcano, così che il kami femminile Kuniyasutamahime è stato associato a Avalokiteśvara ekadaśamukha (Jūichimen Kannon Bosatsu, "Undici di fronte a Guanyin"), Ōkuninushi con Bhaisajyaguru (Yakushi Nyōrai) e Kuninotokotachi con Amitābha (Amida Nyōrai).
Il titolo "gongen" iniziò ad essere legato ai nomi dei kami e i santuari furono costruiti all'interno dei locali dei grandi templi buddisti per custodire i loro kami tutelari. Durante il Medioevo giapponese, i santuari iniziarono a essere chiamati con il nome di gongen per sottolineare i loro legami con il buddismo. Ad esempio, nel Giappone orientale ci sono ancora molti santuari del Monte Haku in cui il santuario è chiamato gongen o jinja. Poiché rappresenta l'applicazione della terminologia buddista al kami nativo, l'uso del termine fu legalmente abolito nella Restaurazione Meiji con l'Ordine di separazione tra lo Scintoismo e il Buddismo (神仏判然令?, Shin-butsu Hanzenrei) e i santuari iniziarono ad essere chiamati jinja.

### Gongen del Giappone
- Izuna Gongen (飯網の権現?), chiamato anche "Izuna Myōjin" e incastonato nel Santuario di Izuna a Nagano, è simile a un tengu e rappresenta il kami del Monte Iizuna.[5]
- Izusan Gongen (伊豆山権現?) o Hashiri-yu Gongen (走湯権現?) è lo spirito di una fonte termale a Izusan, una collina nella prefettura di Shizuoka, custodita presso lo Izusan Jinja[6]
- Kumano Gongen (熊野権現?), conosciuto anche come Tre montagne di Kumano (熊野三山?).[7][8] I kami adorati nei tre grandi santuari Sanzan e riposti nei santuari Kumano sono le tre montagne di Kumano: Hongū, Shingū e Nachi.[7]
- Seiryū Gongen (清滝権現?) custodito presso il Jingo-ji a Takao come kami tutelare del Buddismo Shingon di Kūkai.[9]
- Tōshō Daigongen (東照大権現?) è uno degli esempi più famosi di gongen, che rappresenta il Tokugawa Ieyasu postumo rinchiuso nei cosiddetti santuari Tōshō-gū presenti in tutto il Giappone. Quello originale è Nikkō Tōshō-gū a Nikkō, Tochigi.
- Zaō Gongen (蔵王権現?) o Kongō Zaō Bosatsu (金剛蔵王菩薩?) è una divinità adorata a Shugendō.[10]

## Gongen-zukuri

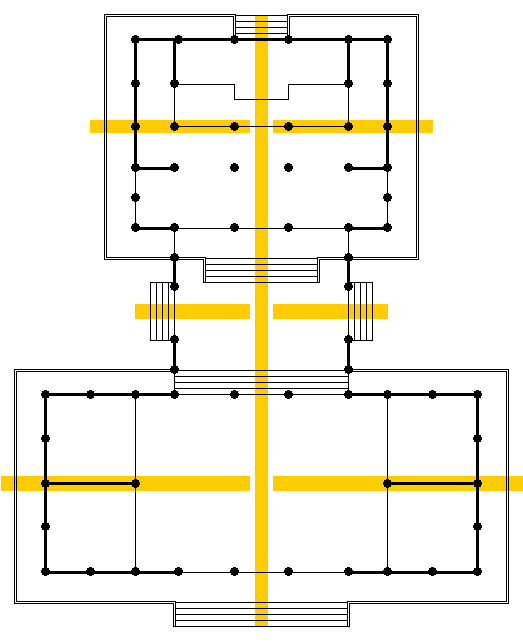
Il progetto di un santuario di gongen-zukuri

Gongen-zukuri (権現造?) è il nome di una complessa struttura sacra scintoista in cui l'haiden, o sala di culto, e l'honden, o santuario principale, sono collegati sotto lo stesso tetto a forma di H. Uno dei più antichi esempi di gongen-zukuri è il Kitano Tenmangū a Kyoto. Il nome deriva da Nikkō Tōshō-gū a Nikkō perché, come abbiamo visto, custodisce la Dahongen di Tōshō e adotta questa struttura.